# Côtes du Rousillon Villages

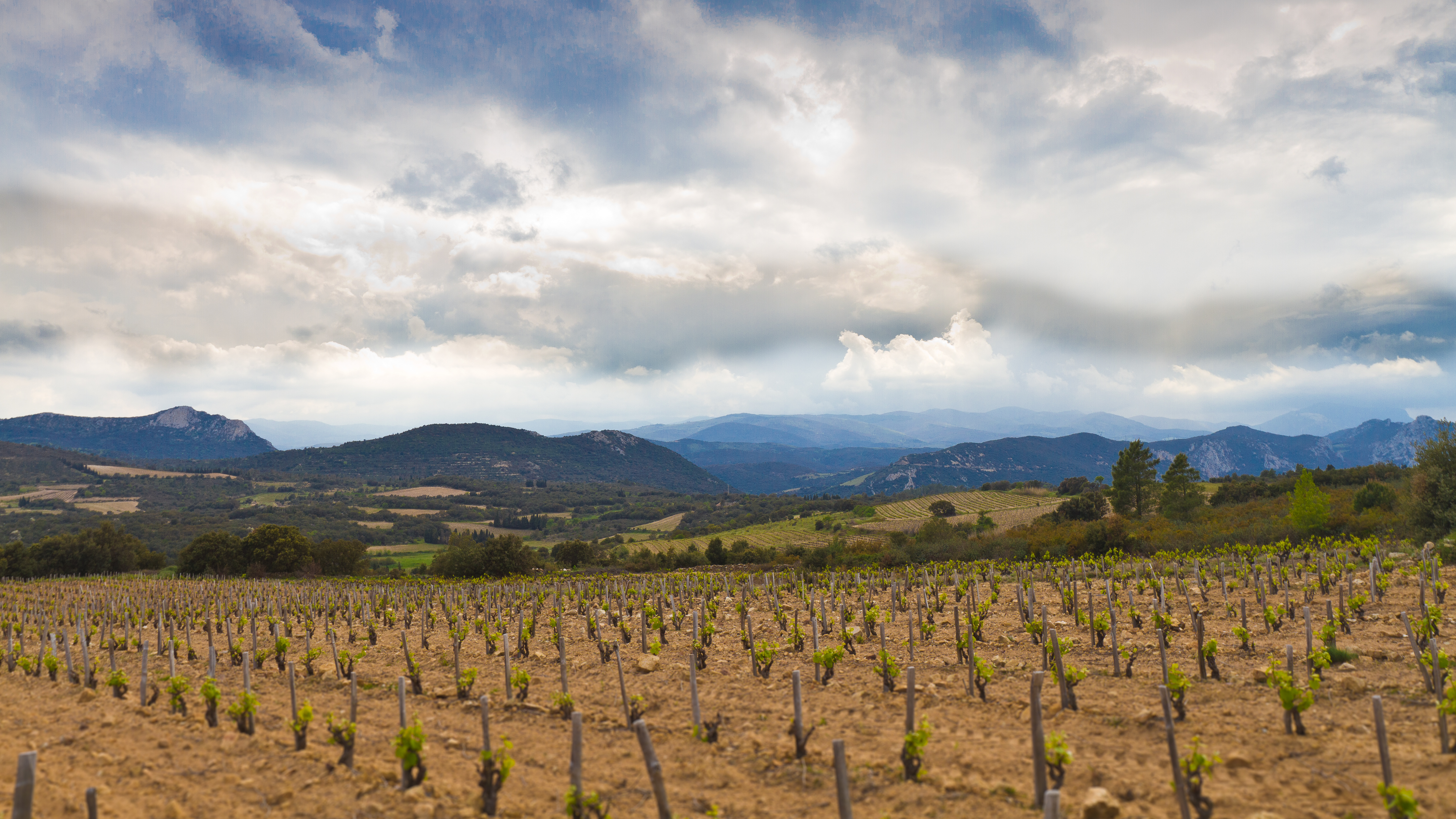
wijngaarden met Côtes du Rousillon Villages

Côtes du Rousillon Villages is een Franse wijn uit Roussillon. 

## Variëteiten
Onder de AOC Côtes du Rousillon Villages valt alleen de rode wijn.

## Kwaliteitsaanduiding
Côtes du Rousillon Villages heeft sinds 1977 een AOC-AOP-status. Daarnaast mogen vijf dorpen hun naam aan de AOC Côtes du Rousiilon Villages toevoegen: 
- Côtes du Roussillon Villages Caramany
- Côtes du Roussillon Villages Lesquerde
- Côtes du Roussillon Villages Latour de France
- Côtes du Roussillon Villages Tautavel
- Côtes du Roussillon Villages Les Aspres

## Gebied
Côtes du Rousillon Villages
- Ligt in het noorden van het departement Pyrénées-Orientales.
- Omvat 32 gemeenten.
- Gebied wordt in het noorden begrensd door het departement Aude, in het oosten door het meer van Salses, in het zuiden door de rivier Têt en in het westen door het de rivier Agly.

Côtes du Rousillon Villages Caramany
- Omvat de gemeenten: Caramany, Cassagnes en Bélesta.

Côtes du Rousillon Villages Lesquerde
- Omvat de gemeenten: Lesquerde, Lansac en deel van Rasiguères, gelegen in het hart van het massief van Agly ten noordwesten van Perpignan.

Côtes du Rousillon Villages Latour de France
- Omvat de gemeenten: Latour de France, Cassagnes, Montner, Estagel, Planèzes.

Côtes du Rousillon Villages Tautavel
- Omvat de gemeenten Tautavel en Vingrau.

Côtes du Rousillon Villages Les Aspres
- Omvat de gemeenten Les Aspres en Les Albères.

## Toegestane druivensoorten
Côtes du Rousillon Villages
- Een blend van minimaal twee van de volgende druivensoorten: grenache noir, syrah, mourvèdre en carignan.

Côtes du Rousillon Villages Caramany en Côtes du Rousillon Villages Lesquerde
- Een blend van minimaal twee van de volgende druivensoorten: grenache noir, syrah, carignan en lladoner pelut.

Côtes du Rousillon Villages Latour de France en Côtes du Rousillon Villages Tautaval
- Een blend van minimaal twee van de volgende druivensoorten: grenache noir, syrah, mourvèdre, carignan en lladoner pelut.

Côtes du Rousillon Villages Les Aspres
- Een blend van minimaal twee van de volgende druivensoorten: grenache noir, syrah, mourvèdre en lladoner pelut.

## Opbrengst en productie
Côtes du Rousillon Villages
- Areaal is 1.312 ha.
- Opbrengst mag maximaal 45 hl/ha bedragen.
- Productie bedraagt 34.000 hl.

Côtes du Rousillon Villages Caramany
- Areaal is 217 ha.
- Opbrengst mag maximaal 45 hl/ha bedragen.
- Productie bedraagt 5.920 hl.

Côtes du Rousillon Villages Lesquerde
- Areaal is 58 ha.
- Opbrengst mag maximaal 45 hl/ha bedragen.
- Productie bedraagt 1.337 hl.

Côtes du Rousillon Villages Latour de France
- Areaal is 85 ha.
- Opbrengst mag maximaal 45 hl/ha bedragen.
- Productie bedraagt 2.282 hl.

Côtes du Rousillon Villages Tautavel
- Areaal is 301 ha.
- Opbrengst mag maximaal 45 hl/ha bedragen.
- Productie bedraagt 7.823 hl.

Côtes du Rousillon Villages Les Aspres
- Areaal is 46 ha.
- Opbrengst mag maximaal 45 hl/ha bedragen.
- Productie bedraagt 1.485 hl.